# Vasarijev koridor
Vasarijev koridor (italijansko Corridoio Vasariano) je dvignjen zaprt prehod v Firencah v Italiji, ki povezuje Palazzo Vecchio s palačo Pitti. Na južni strani Palazzo Vecchio se nato pridruži galeriji Uffizi, jo zapusti, prečka Lungarno dei Archibusieri in nato poteka po severni obali reke Arno, dokler ne prečka reke na Ponte Vecchio. V času gradnje so morali koridor zgraditi okrog Torre dei Mannelli z nosilci, ker so lastniki stolpa zavrnili njegovo spreminjanje. Koridor pokriva del fasade cerkve Santa Felicita, nato kroži po vrsti hiš v okrožju Oltrarno, postaja vse ožji in se končno pridruži palači Pitti. Večina je zaprta za obiskovalce.

## Zgodovina
Vasarijev koridor je bil zgrajen v petih mesecih po naročilu vojvode Cosima I. de' Medici leta 1565, po zasnovi Giorgia Vasarija. Naročen je bil v zvezi s poroko Cosimovega sina Francesca z Johanno Avstrijsko. Zamisel o zaprtem hodniku je motivirala želja Velikega vojvode, da se svobodno giba med svojim prebivališčem in vladno palačo, ko se je, tako kot večina monarhov obdobja, počutil negotovo, zlasti zato, ker je zamenjal Republiko Firence. Trg mesa na Ponte Vecchiu je bil umaknjen, da bi se izognili vonju, ki je prišel v prehod, nadomestile so ga trgovine z zlatom, ki so še vedno na mostu. Na zadnjem koncu je bil koridor prisiljen zaobiti Mannelijev stolp, potem ko je bila njegova družina strmoglavljena in uničena.
Sredi Ponte Vecchia je za hodnik značilna serija panoramskih oken, ki gledajo na Arno, v smeri Ponte Santa Trinita. Ta so zamenjala manjša okna prvotne konstrukcije leta 1939 po naročilu Benita Mussolinija. Večja okna so bila nameščena za uradni obisk Adolfa Hitlerja, da bi imel panoramski pogled na reko.
Po Ponte Vecchio koridor prečka nad loggiato cerkve Santa Felicita; na tej točki je imel balkon, zaščiten z gosto ograjo, ki je gledala v notranjost cerkve, da bi družini Velikega vojvode omogočili slediti obredu brez mešanja z ljudmi.
V odseku Uffizi je v koridorju razstava slavne zbirke avtoportretov muzeja.
Območje, ki je najbližje vhodu v Uffizi, je bilo močno poškodovano ob bombardiranju, ki ga je naročila italijanska mafija v noči 27. maja 1993. Ko je bila avto bomba prižgana poleg Torre dei Pulci, ki je med via Lambertesca in via de Georgofili, je bil ta del galerije Uffizi med poškodovanimi stavbami in uničenih je bilo več umetnin na koridorju. Te slike, ki so bile brezupno poškodovane, so bile po koščkih sestavljene skupaj in vrnjene na svoje prvotno mesto, da bi služile kot opozorilo na dogodek.
- Arkade med Uffiz in Ponte Vecchio
- Obhod Torre dei Mannelli
- Povezava s fasado cerkve Santa Felicita
- Visoka galerija znotraj cerkve, ki je bila vidna iz Vasarijevega koridorja
- Zadnji del prehoda v Boboli vrtu

Marca 2016 je direktor Uffizi Eike Schmidt napovedal svoj načrt za premestitev zbirke avtoportretov na bolj primeren kraj, da bi turistom omogočil, da obiščejo koridor brez dragih vstopnic. Predvideno je, da bodo obiskovalci Uffizi v prihodnosti lahko uporabili kombinirano vstopnico, da bi prišli neposredno čez hodnik v palačo Pitti. 

## Film
- Michael Scott: Das unsichtbare Florenz. Velika Britanija 2016 (Italy’s Invisible Cities), nemška različica 2017, 43 Min. (Posnetki na osnovi 3D-Scans)